# Горбы (Красноярский край)
Горбы — деревня в Шарыповском районе Красноярского края России. Входит в состав Берёзовского сельсовета.

## География
Деревня расположена в 65 км к северу от районного центра Шарыпово.

## История
Горбы основаны в 1894 году переселенцами из Полтавской губернии. На прежнем месте они жили в селе Горбы Кременчугского уезда. В 1926 году состояла из 200 хозяйств, основное население — украинцы. В административном отношении являлось центром Горбовского сельсовета Берёзовского района Ачинского округа Сибирского края.

## Население
| 1926 | 2010 |
| ---- | ---- |
| 1237 | ↘243 |

Гендерный состав
По данным Всероссийской переписи населения 2010 года 5 мужчин и 138 женщин из 243 чел.